# 2025-ös wimbledoni teniszbajnokság
A 2025-ös wimbledoni teniszbajnokság az év harmadik Grand Slam-tornája, amelyet 138. alkalommal rendeznek meg 2025. június 30. − július 13. között Londonban. A főtábla mérkőzéseire az All England Lawn Tennis and Croquet Club wimbledoni füves pályáin került sor a klub és a Nemzetközi Teniszszövetség (ITF) közös rendezésében. A kvalifikáció mérkőzéseit június 23–26. között rendezik meg. A tornán ebben az évben először elektronikus vonalbírókat alkalmaznak. 
A rendezőség döntése alapján Oroszországnak az Ukrajna ellen indított inváziója miatt az orosz és a fehérorosz versenyzők csak saját személyükben indulhatnak, nem képviselhetik országukat, nem használhatnak nemzeti jelképeket.
A férfiaknál a címvédő a spanyol Carlos Alcaraz, ebben az évben azonban a döntőben vereséget szenvedett az  olasz Jannik Sinnertől. A nőknél a cseh Barbora Krejčíková volt a címvédő, aki ebben az évben csak a 3. körig jutott. A nők tornáját a lengyel Iga Świątek nyerte, miután a döntőben 6–0, 6–0 arányban győzött az amerikai Amanda Anisimova ellen.
A 2025. évi torna összdíjazása 53 550 000 angol font, amely 7,0%-kal magasabb az előző évinél. A férfi és a női győztes egyaránt 3 000 000 angol fontot kap, amely a 2024. évinél 11,11%-kal magasabb összeg.
A magyar versenyzők közül a tornán egyéniben ebben az évben a világranglista-helyezése alapján a férfiaknál Marozsán Fábián a főtáblán indulhat, míg Fucsovics Márton és Piros Zsombor a selejtezőben kezdett, ahol Piros Zsombor az első körben búcsúzott. Fucsovics Márton a 3. körben kapott ki, de szerencsés vesztesként feljutott a főtáblára, ahol a 3. fordulóig jutott. Marozsán Fábián a 2. körben szenvedett vereséget. A nőknél Bondár Anna és Gálfi Dalma a főtáblán kezdhetett. Bondár Anna az első körön nem jutott túl, miután kikapott az ukrán Elina Szvitolinától. Gálfi Dalma a 3. fordulóban szenvedett három játszmában vereséget a 13. kiemelt Amanda Anisimovától. Udvardy Panna a selejtezőben indult, ahol a 3. körben nem sikerült a főtáblára jutást kiharcolnia. Női párosban Babos Tímea és párja, a brazil Luisa Stefani a 10. helyen kiemeltként indult, és a negyeddöntőben az első helyen kiemelt, címvédő Kateřina Siniaková–Taylor Townsend párostól szenvedtek vereséget. Stollár Fanny és párja, az orosz Irina Hromacsova 13. helyen kiemeltként vehetett részt a küzdelmekben, és a harmadik fordulóban kaptak ki a második helyen kiemelt Gabriela Dabrowski–Erin Routliffe párostól. Résztvevője volt a páros versenynek Bondár Anna is a japán Ucsijima Mojuka párjaként, és az 1. körben az első helyen kiemelt párostól szenvedtek vereséget. Férfi párosban Marozsán Fábián vett részt, és a 2. fordulóig jutott, míg vegyes párosban Babos Tímea a horvát Mate Pavić párjaként vett részt a tornán, és az elődöntőig jutottak.

## Pénzdíjazás
A torna teljes díjazása 2025-ben 53 550 000 angol font, 7,0%-kal magasabb a 2024. évinél. A férfi és női egyéni győztes 3 000 000 angol fontot kap, 11,11%-kal többet, mint 2024-ben. 
| Eredmény           | Egyes*      | Páros**                   | Vegyes páros**            |
| Győzelem           | 3 000 000 £ | 680 000 £                 | 135 000 £                 |
| Döntő              | 1 520 000 £ | 345 000 £                 | 68 000 £                  |
| Elődöntő           | 775 000 £   | 174 000 £                 | 34 000 £                  |
| Negyeddöntő        | 400 000 £   | 87 500 £                  | 17 500 £                  |
| 16 között          | 240 000 £   | 43 750 £                  | 9000 £                    |
| 32 között          | 152 000 £   | 26 000 £                  | 4500 £                    |
| 64 között          | 99 000 £    | 16 500 £                  | –                         |
| 128 között         | 66 000 £    | –                         | –                         |
| Selejtező (döntő)  | 41 500 £    | *Nemenként **Csapatonként | *Nemenként **Csapatonként |
| Selejtező (2. kör) | 26 000 £    | *Nemenként **Csapatonként | *Nemenként **Csapatonként |
| Selejtező (1. kör) | 15 500 £    | *Nemenként **Csapatonként | *Nemenként **Csapatonként |

## Szerezhető ranglistapontok
| Esemény     | Győztes | Döntő | Elődöntő | Negyeddöntő | 16 között | 32 között | 64 között | 128 között | Selejtezőből feljutó | Selejtező 3. kör | Selejtező 2. kör | Selejtező 1. kör |
| Férfi egyes | 2000    | 1300  | 800      | 400         | 200       | 100       | 50        | 10         | 30                   | 16               | 8                | 0                |
| Férfi páros | 2000    | 1200  | 720      | 360         | 180       | 90        | 0         | N/A        | N/A                  | N/A              | N/A              | N/A              |
| Női egyes   | 2000    | 1300  | 780      | 430         | 240       | 130       | 70        | 10         | 40                   | 30               | 20               | 2                |
| Női páros   | 2000    | 1300  | 780      | 430         | 240       | 130       | 10        | N/A        | N/A                  | N/A              | N/A              | N/A              |